# Jay Jackson
Randy « Jay » Jackson (né le 27 octobre 1987 à Greenville, Caroline du Sud, États-Unis) est un lanceur de relève droitier de baseball. Il joue entre 2016 et 2018 pour les Hiroshima Toyo Carp de la Ligue centrale du Japon après avoir fait ses débuts dans la Ligue majeure de baseball en 2015 avec les Padres de San Diego.

## Carrière
Joueur des Paladins (en) de l'université Furman, Jay Jackson est repêché par les Cubs de Chicago au 9e tour de sélection en 2008. Avant d'atteindre le baseball majeur à l'âge de 27 ans, il joue 8 saisons de ligues mineures avec des clubs affiliés à 5 équipes majeures différentes : les Cubs de 2008 à 2012, les Marlins de Miami en 2013, les Pirates de Pittsburgh puis les Brewers de Milwaukee en 2014, et les Padres de San Diego en 2015. Il fait durant ces années une seule percée, timide, sur le classement annuel des 100 meilleurs joueurs d'avenir de Baseball America, qui le classe 98e avant la saison 2010.
D'abord surtout lanceur partant, il accomplit en 2015 la transition vers le rôle de lanceur de relève à temps plein, et réalise entre les Missions de San Antonio et les Chihuahuas d'El Paso, deux clubs affiliés aux Padres, sa meilleure saison avec une moyenne de points mérités de 2,78 en 74 manches et un tiers lancées au total.
Il fait ses débuts dans les majeures comme lanceur de relève des Padres le 14 septembre 2015 face aux Diamondbacks de l'Arizona. Il apparaît dans 6 matchs des Padres en fin de saison, lançant 4 manches et un tiers, enregistrant 4 retraits sur des prises mais allouant 3 points mérités.
Pour 2016, Jackson rejoint les Hiroshima Toyo Carp de la Ligue centrale du Japon.